# Abschlag (Fußball)
Der Abschlag ist eine Spielfortsetzung im Fußball. Er darf nicht mit dem Abstoß verwechselt werden.
Der Abschlag wird vom Torwart aus dem Strafraum herausgespielt. Er kann ausgeführt werden, nachdem der Torwart im Spielverlauf einen Ball vom Gegner aufgenommen hat oder nachdem er unter Beachtung der Rückpassregeln einen vom Mitspieler zugespielten Ball erhalten hat. Der Torwart darf beim Abschlag aus der Hand von keinem Gegenspieler angegriffen, berührt oder gestört werden. Ein Abschlag kann per Volley aus der Hand erfolgen, aber auch per Dropkick. 
Ein Abschlag sollte innerhalb von sechs Sekunden ausgeführt werden, während der Torwart den Ball mit seinen Händen kontrolliert, bevor er ihn für das Spiel freigibt. Innerhalb dieser sechs Sekunden darf der Torwart beliebig viele Schritte machen. 
Ein Abschlag kann, im Gegensatz zum Abstoß, zum Abseits führen.